# Le Scaphandre et le Papillon (novela)
La escafandra y la mariposa (en francés: Le Scaphandre et le Papillon) es un libro autobiográfico de Jean-Dominique Bauby publicado en 1997. La obra explica su vida después de la repentina embolia cerebral que le aconteció el 8 de diciembre de 1995 y su posterior experiencia, tras haber permanecido tres semanas en coma, al sufrir el síndrome de enclaustramiento, en el cual el cerebro es totalmente consciente pero el cuerpo no responde a los estímulos que este le envía.
Se estima que el libro fue escrito con un promedio de 200.000 parpadeos por parte de Bauby, con una velocidad aproximada de dos palabras por minuto. 
El 6 de marzo de 1997, el libro se publicó en su versión original en francés. La escafandra y la mariposa recaudó excelentes críticas, y vendió cerca de 25.000 copias en tan solo un día, y cerca de 150.000 en una semana, convirtiéndose en best-seller. El 9 de marzo de 1997, tres días después de la publicación, Bauby murió a consecuencia de una neumonía.
En mayo de 2007 se estrenó una adaptación al cine de igual título, dirigida por Julian Schnabel y escrita por Ronald Harwood, que obtuvo cuatro nominaciones al Premio Óscar.